# Müllerpier

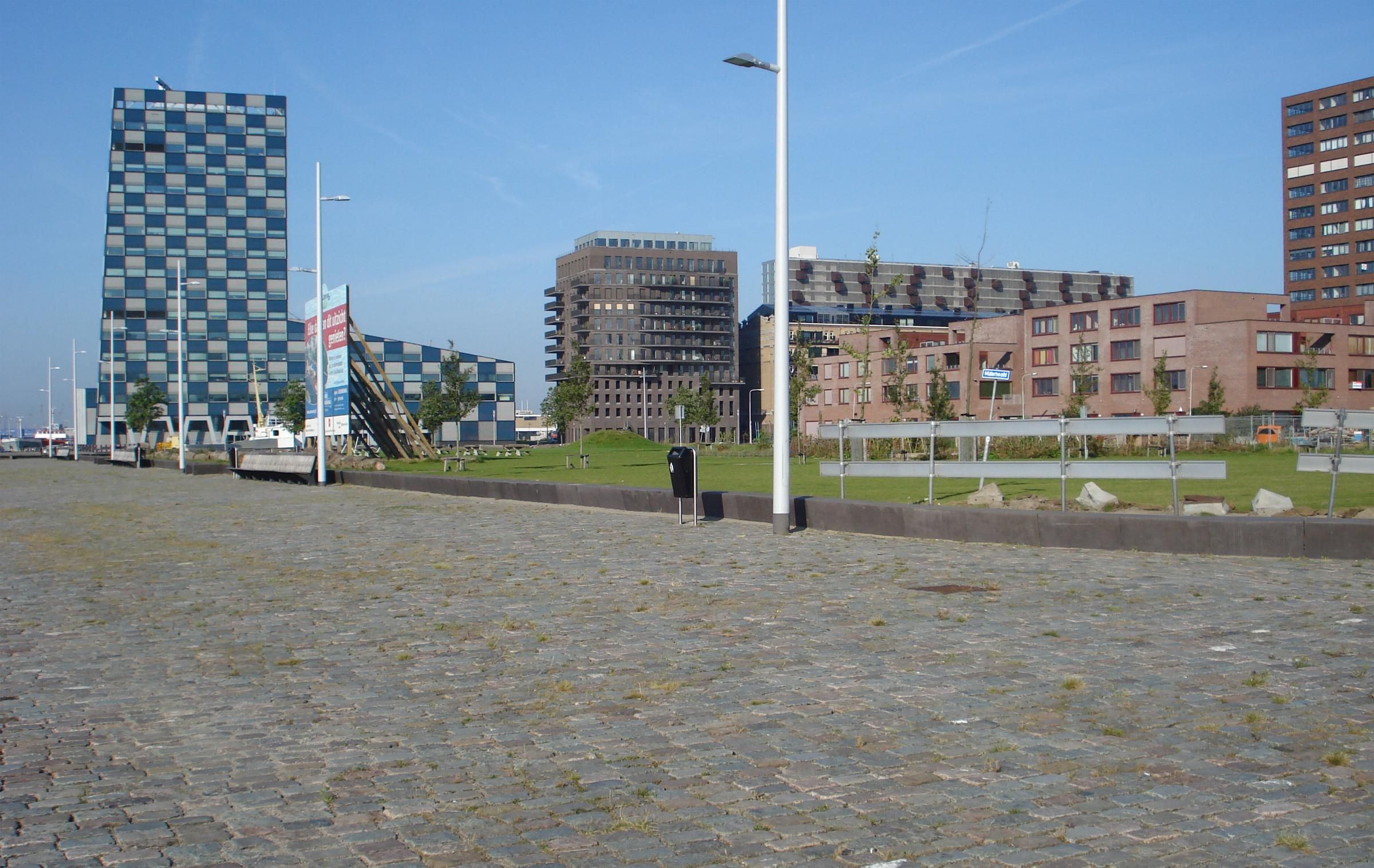
De Müllerpier

De Müllerpier is de landtong tussen de Parkhaven en Sint-Jobshaven in het verlengde van de Coolhaven aan de westkant van het centrum van Rotterdam. Op de pier ligt een grote kade waar schepen kunnen aanmeren vanaf het water in de Nieuwe Maas. De pier is vernoemd naar het bedrijf dat hier van 1908 tot 1970 de scepter zwaaide, Wm.H. Müller & Co's Stuwadoors Mij. N.V., een transport- en handelsfirma opgericht door de Duitse industrieel Wilhelm Müller in 1876. Na zijn overlijden werd in 1889 de leiding overgenomen door zijn schoonzoon de Nederlander A.G. Kröller, echtgenoot van zijn dochter Helene Müller. Zij waren hartstochtelijke kunstverzamelaars en zij gaf haar naam aan het Kröller-Müllermuseum in Otterlo.

De internationale onderneming, waarvan het hoofdkantoor was gevestigd aan het Lange Voorhout in Den Haag en die actief was in graanhandel en de exploitatie van mijnen, maar gespecialiseerd in vervoer en opslag van erts en andere delfstoffen, ging op in Internatio-Müller in 1970. Na het vertrek van de oceaanschepen en de sloop van de oude loodsen, die in architectonisch opzicht ook nooit bijzonder opwindend waren geweest, verwierf de pier faam als evenemententerrein voor kermissen, demonstraties en grote dansfeesten, zoals die georganiseerd werden door Now&Wow en anderen.
Momenteel wordt het gehele Lloydkwartier opgewaardeerd en wordt getracht een aantrekkelijk woonklimaat te scheppen om met name ook hoger opgeleiden aan de stad te binden. In een eerder plan gemaakt door de Engelse architect James Stirling in de jaren 80 was ruimte voor 800 woningen. Het thans te realiseren stedenbouwkundig ontwerp door Kees Christiaanse en Ruurd Gietema, dat wordt uitgewerkt door een groep van vier architectenbureaus, voorziet in onder meer 575 woningen, een restaurant en winkels op de Müllerpier.
Aelbrechtskade ·
Beukelsdijk ·
G.J. de Jonghweg ·
's-Gravendijkwal ·
Havenstraat ·
Henegouwerlaan ·
Keilestraat ·
Keileweg ·
Marconiplein ·
Mathenesserlaan ·
Mathenesserplein ·
Müllerpier ·
Nieuwe Binnenweg ·
Piet Heynsplein ·
Piet Heynstraat ·
Puntegaalstraat ·
Rochussenstraat ·
Schiedamseweg ·
Vierhavensstraat ·
Westzeedijk